# Emma Rouse
Emma Rouse (1 de septiembre de 1991) es una deportista neozelandesa que compite en judo. Ganó cinco medallas en el Campeonato de Oceanía de Judo entre los años 2011 y 2018.

## Palmarés internacional
| Campeonato de Oceanía | Campeonato de Oceanía | Campeonato de Oceanía | Campeonato de Oceanía |
| Año                   | Lugar                 | Medalla               | Categoría             |
| --------------------- | --------------------- | --------------------- | --------------------- |
| 2011                  | Papeete (Francia)     | Medalla de bronce     | –52 kg                |
| 2012                  | Cairns (Australia)    | Medalla de plata      | –52 kg                |
| 2016                  | Canberra (Australia)  | Medalla de plata      | –48 kg                |
| 2017                  | Nukualofa (Tonga)     | Medalla de oro        | –48 kg                |
| 2018                  | Numea (Francia)       | Medalla de plata      | –48 kg                |